# Anton Schlembach
Anton Schlembach, né le 7 février 1932 à Münnerstadt et mort le 15 juin 2020 à Spire, est un prélat catholique allemand, évêque du diocèse de Spire de 1983 à 2007 et évêque émérite de ce même diocèse. Il est également grand prieur de la lieutenance allemande de l'ordre du Saint-Sépulcre de 1991 à 2006.

## Biographie

### Formation
Anton Schlembach est l'aîné d'une famille d'agriculteurs de quatre enfants. Après avoir obtenu son diplôme en 1950 à l'Humanistischen Gymnasium de Miltenberg, il étudie la théologie catholique à l'université de Wurtzbourg et à l'université pontificale grégorienne de Rome. Le 10 octobre 1956, il est ordonné prêtre par Franz König. En 1959, il obtient son doctorat en théologie.
Il est d'abord directeur du séminaire d'étude à Aschaffenburg et recteur du séminaire de Wurtzbourg. Il enseigne ensuite l'éducation religieuse à temps plein au Gymnasium d'Hammelburg. En juillet 1981, il est nommé vicaire général du diocèse de Wurtzbourg.

### Épiscopat
Le 25 août 1983, Anton Schlembach est nommé évêque de Spire par le pape Jean-Paul II. Il est consacré le 16 octobre de la même année en la cathédrale de Spire par le cardinal Friedrich Wetter. Ses coconsécrateurs sont l'évêque auxiliaire de Spire Ernst Gutting et l'évêque de Wurtzbourg Paul-Werner Scheele.
Le 11 mai 1985, il est fait grand officier de l'ordre du Saint-Sépulcre par le cardinal Maximilien de Furstenberg en la cathédrale Saint-Pierre de Ratisbonne. Schlembach est également grand prieur de la lieutenance allemande de l'ordre équestre du Saint-Sépulcre à Jérusalem de 1991 à 2006, puis est remplacé par Reinhard Marx.
Le 10 février 2007, le pape Benoît XVI accepte la démission de Schlembach, prise en raison de son âge avancé.

## Publications
- (de) Erinnere dich – vergiss es nicht: Edith Stein – christlich-jüdische Perspektiven, Plöger Medien, 1986,  (ISBN 3898570509) ;
- (de) Robert Schuman. Lothringer – Europäer – Christ, avec Karlheinz Debus, Spire,  (ISBN 387637054X) ;
- (de) Dienst unter sechs Päpsten; Lebenswege. Miltenberger Abiturienten 1950, Miltenberg, 2007,  (ISBN 978-3-00-020445-6)
- (de) Zeugen des Glaubens. Predigten und Beiträge aus 24 Bischofsjahren. Festgabe zum 75. Geburtstag von Bischof Dr. Anton Schlembach, Spire, Pilger-Verlag, 2007,  (ISBN 3-87637-082-5).